# Debora Duyvis

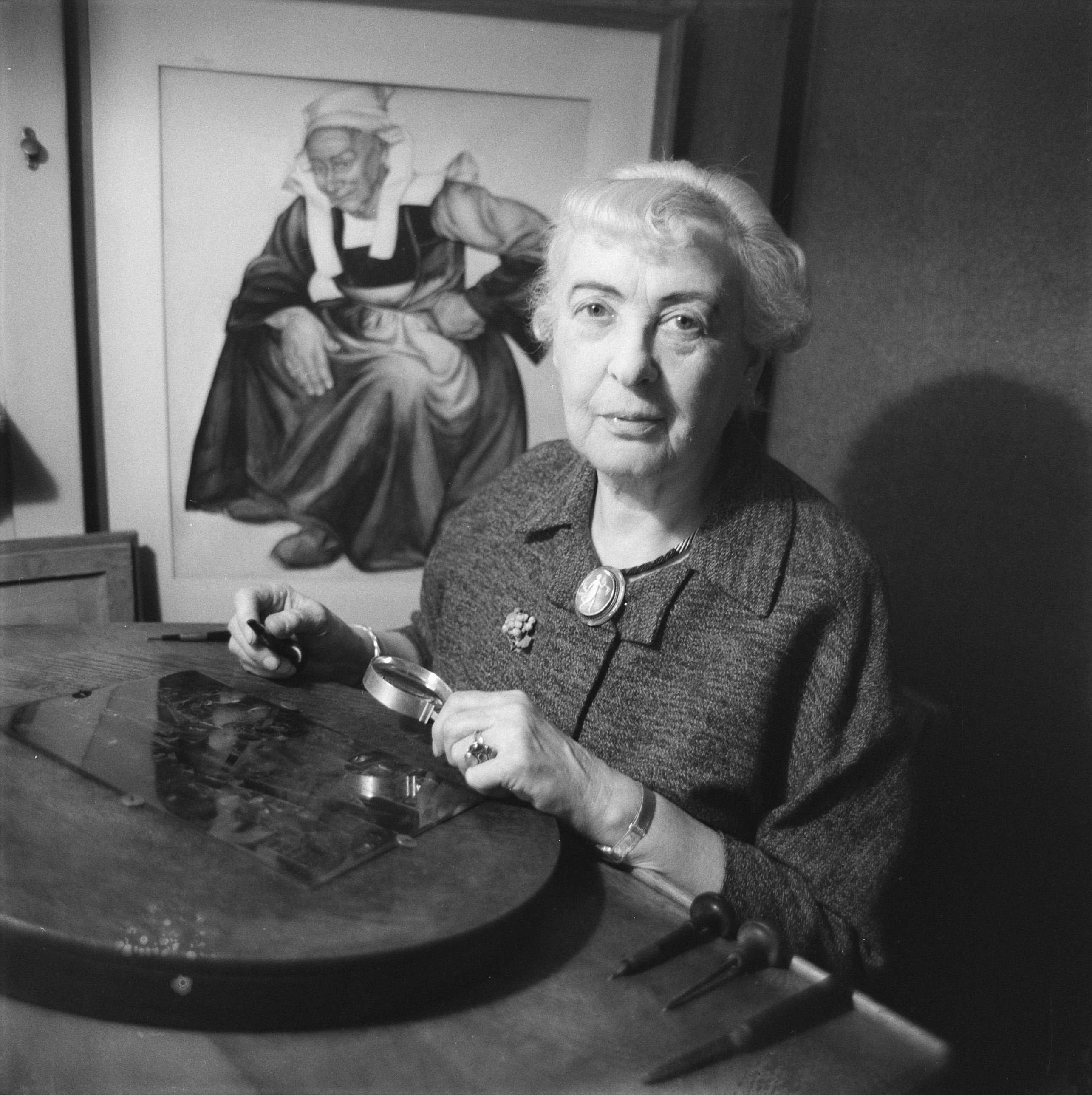
Debora Duyvis, 1961

Debora Geertruida Duyvis (* 17. Februar 1886 in Amsterdam; † 29. Oktober 1974 ebenda) war eine niederländische Grafikerin und Illustratorin.

## Leben
Debora Duyvis war die Tochter von Jacob Duyvis (1854–1943) und von Eva Loos (1856–1924). Sie wuchs mit ihren drei Geschwistern Jan (1884–1979), Hugo Jacob (1890–1962) und Johanna (1892–1974) in einem wohlhabenden Amsterdamer Umfeld in der Keizersgracht 204 auf. Ihre Mutter war Mennonitin, ihr Vater ein wohlhabender niederländisch-reformierter Unternehmer im Bereich Kaffee. Die Kinder wurden als niederländische Reformierte registriert. Nach der Grundschule wurden Debora und ihre Schwester auf Internate in Belgien, Deutschland und England geschickt, um sie auf ein repräsentives Hausfrauenleben vorzubereiten. Debora Duyvis strebte jedoch eine künstlerische Karriere an, fand ein Atelier an der Herengracht und begann 1911 an der Rijksakademie van beeldende kunsten in Amsterdam zu studieren. Unter der Leitung von Johan Joseph Aarts erhielt sie eine umfassende Ausbildung in grafischer Kunst. Sie spezialisierte sich auf die Strichgravur, eine aufwändige Form des Tiefdrucks, bei der das Bild mit einem Stichel in eine Kupferplatte geschnitten wird. Zu ihren Lehrern gehörte auch Nicolaas van der Waay. Nach ihrem Abschluss konnte sie sich an der Akademie ohne Studiengebühren im Gravieren mit dem Stichel weiterbilden und wurde von Antoon Derkinderen unterrichtet, zu dem sie ein gutes Verhältnis hatte und der sie ermutigte.
Debora Duyvis fertigte zunächst hauptsächlich Porträts in verschiedenen grafischen Techniken an, war jedoch mit ihrer Arbeit unzufrieden. Sie reiste 1921 für acht Monate nach Italien und im darauffolgenden Jahr nach Paris, wo sie in der Rue Lacépède wohnte. Nach dem Tod ihrer Mutter im Jahr 1924 kehrte sie zu ihrem Vater nach Amsterdam zurück und unternahm danach weitere Studienreisen nach Venedig, Ibiza und in andere Städte Norditaliens, 1927 in die Bretagne, nach Korsika 1928 sowie Mallorca und Spanien 1935. Sie arbeitete auch in Veere und Middelburg. Ihre Zeichnungen von Trachten, Berglandschaften und Hafenansichten übertrug sie zu Grafiken. Von etwa 1926 bis zu seinem Tod 1938 hatte Debora Duyvis eine Beziehung mit dem niederländischen bildenden Künstler Richard Roland Holst (1868–1938). Nach seinem Tod regelte sie mit Bram Hammacher und dem Glasmaler Willem Bogtman seinen Nachlass, was letztlich bis 1962 dauerte. 1933 wurde ihr die Nachfolge Johan Joseph Aarts als Lehrerin an der Rijksakademie van beeldende kunsten angetragen, was sie ablehnte, um ihr freies künstlerisches Schaffen nicht aufzugeben. 1931 gehörte Debora Duyvis der Jury des Prix de Rome für grafische Themen an und erneut in den Jahren 1937 und 1941. Ab 1935 war sie Mitglied und im Vorstand von De Grafische (Verein zur Förderung der grafischen Kunst) und stellte mit diesem Verein aus.
Während des Zweiten Weltkriegs nahm Debora Duyvis prinzipiell Stellung gegen die deutsche Besatzung. Sie ließ sich nicht bei der „Nederlandsche Kultuurkamer“ eintragen, einer von den deutschen Besatzern eingerichteten Kontroll- und Zensurinstitution, der alle Künstler angehören mussten, um arbeiten und ausstellen zu dürfen. Als das Museum Boijmans Van Beuningen 1942 sechs ihrer Drucke ausstellte, ließ sie diese entfernen. Trotzdem hatte sie während der Kriegsjahre Käufer für angewandte Grafiken wie Exlibris und Neujahrsgrüße. Nach dem Krieg war sie 1945 an der Gründung des Nederlandse Federatie van Beroepsverenigingen van Kunstenaars (niederländischer Berufsverband der Künstler) beteiligt. Dem Beitritt des Nederlandse Kring van Grafici en Tekenaars „De Kring“ zur De Grafische trat sie ab 1948 vehement entgegen, konnte den Beitritt 1950 aber nicht verhindern. Im Jahr 1950 wurde sie durch die Jacob Maris Stichting Den Haag mit dem Jacob Marisprijs ausgezeichnet. 1961 gab sie ihr Atelier an der Herengracht auf und arbeitete kaum noch künstlerisch. Debora Duyvis starb im Oktober 1974 im Alter von 88 Jahren in Amsterdam.

## Werk
Den künstlerischen Entwicklungen der Nachkriegszeit war Debora Duyvis abgeneigt und konzentrierte sich in ihren Arbeiten und freien Werken auf das Graveurhandwerk auf hohem Niveau. Sie beherrschte die Radiertechnik, Kupfer- und Holzstich, Holzschnitt, Lithografie und Zeichentechniken. Bekannt wurde sie als Grafikerin und Gestalterin von Bucheinbänden, Buch- oder Schutzumschlägen und Exlibris. Daneben gehörten auch italienische und französische Landschaften und Darstellungen von Menschen und Porträts im realistischen Stil zu ihrem Sujet.
1927 gestaltete Debora Duyvis ein Porträt von Antoon Derkinderen für seine von J.H. Derkinderen-Besier posthum veröffentlichten Kindheitserinnerungen unter dem Titel: „De jeugd van Antoon der Kinderen door hemzelf beschreven anno 1892“. Im selben Jahr traf sie Königinmutter Emma und gestaltete anhand ihres Porträts eine Briefmarke zum 60. Jahrestag des Roten Kreuzes.
Im November 2012 wurde ein großer Teil des Nachlasses von Duyvis bei „Bubb Kuyper Auctions“ in Haarlem versteigert. Werke von ihr befinden sich unter anderem in den Kupferstichkabinetten des Rijksmuseum Amsterdam und der Universität Leiden, in der Sammlung des Rijksdienst voor het Cultureel Erfgoed und im Museum Singer Laren.

## Ausstellungen (Auswahl)
1931 hatte Debora Duyvis ihre erste Einzelausstellung im Kunsthandel Santee Landweer in Amsterdam. Der Kunsthändler J.H. de Bois stellte ihre Arbeiten in Haarlem und Den Haag sowie im Ausland aus.
- 1931: Galerie Santee Landweer, Amsterdam, Einzelausstellung
- 1935: Oude en nieuwe aanwinsten der Gemeente Amsterdam in 1934, Museum Fodor Amsterdam
- 1936: Biennale di Venezia, niederländischer Pavillon, Venedig
- 1936: Vereeniging tot bevordering der grafische kunst, De Grafische, Stedelijk Museum, Amsterdam
- 1936: Algemeene Nederlandsche kunsttentoonstelling, Stedelijk Museum Amsterdam
- 1937: Vereeniging tot bevordering der grafische kunst, De Grafische, Stedelijk Museum Amsterdam
- 1938: Vereeniging tot bevordering der grafische kunst, De Grafische, Stedelijk Museum Amsterdam
- 1938: Groepstentoonstelling, De Leidse Kunstvereeniging, Museum De Lakenhal, Leiden
- 1939: Vereeniging tot bevordering der grafische kunst, De Grafische, Stedelijk Museum Amsterdam
- 1939: Onze kunst van heden, Rijksmuseum Amsterdam
- 1940: Grafische kunst en tekeningen door leden van de Vereniging tot Bevorderdering der Grafische Kunst, Stedelijk Museum Amsterdam
- 1940: Vereeniging tot bevordering der grafische kunst, De Grafische, Stedelijk Museum Amsterdam
- 1940: Biennale di Venezia, niederländischer Pavillon, Venedig
- 1941: Vereeniging tot bevordering der grafische kunst, De Grafische, Stedelijk Museum Amsterdam
- 1942: Onze Grafiek van Heden, Museum Boijmans Van Beuningen, Rotterdam
- 1948: Nijverheidsproducten van vrouwen, Parkhotel Rotterdam
- 1950: Tentoonstelling van werken der leden van "De Grafische", vereniging tot bevordering der grafische kunst, Museum Fodor Amsterdam
- 1950: De Nederlandse Grafiek der 20e eeuw, Stedelijke Kunstsalon Antwerpen
- 1951: Britse en Nederlandse vrouwen exposeren, Museum Fodor Amsterdam[2]